# Yanacocha See
Der Yanacocha See ist ein natürlicher Süßwassersee in der Region Ancash in Peru.

## Beschreibung
Der Yanacocha See befindet sich in der Cordillera Blanca in den peruanischen Anden im Distrikt Chacas, Provinz Asunción, Region Ancash.
Der See liegt auf einer Höhe von etwa 4373 Metern, ist etwa 470 m lang und an seiner breitesten Stelle 161 m breit. Der See liegt nordwestlich des Berges Perlilla, nordöstlich des Berges Pomabamba, südwestlich der Seen Huegroncocha und Runtococha und nordöstlich der Seen Lauricocha und Paqarisha. Er liegt im Schutzgebiet Nationalpark Huascarán.
Der Name Yanacocha ist vermutlich von der Quechua-Schreibweise Yanaqucha; yana schwarz, sehr dunkel, qucha See, „schwarzer See“ abgeleitet.
Die Wasserfläche beträgt 186.192,20 m², das Volumen 407.100,1 m³.